# Karl August Lebrun
Karl August Lebrun, auch Carl August Lebrun (* 8. Oktober 1792 in Halberstadt; † 25. Juli 1842 in Hamburg) war ein deutscher Schauspieler und Dramatiker.

## Leben
Karl August Lebrun – Sohn eines französisch-reformierten Predigers – war hugenottischer Abstammung. Nach dem Tod des Vaters ließ sich die Mutter mit den Kindern bei Verwandten in Berlin nieder. Dort entdeckte Lebrun sein Interesse für das Theater; vor allem am Hoftheater begeisterte er sich für Ifflands Inszenierungen und Beschorts Darstellungen.
Eigentlich sollte Lebrun eine kaufmännische Ausbildung erhalten, doch da ihn auch der Schauspieler Franz Christian Labes seine Bemühungen unterstützte, am Theater Fuß zu fassen, erlaubte dies auch seine Familie. Mit Labes' Hilfe konnte Lebrun mit siebzehn Jahren in der Rolle des Pagen in dem Theaterstück Pagenstreiche erfolgreich am Anhaltischen Theater in Dessau debütieren, wo er der Protegé des Schauspielers Peter Mitte wurde. Nach der Einstellung des Spielbetriebes im Jahr 1810 ließ sich Lebrun vom Stadttheater in Memel engagieren.

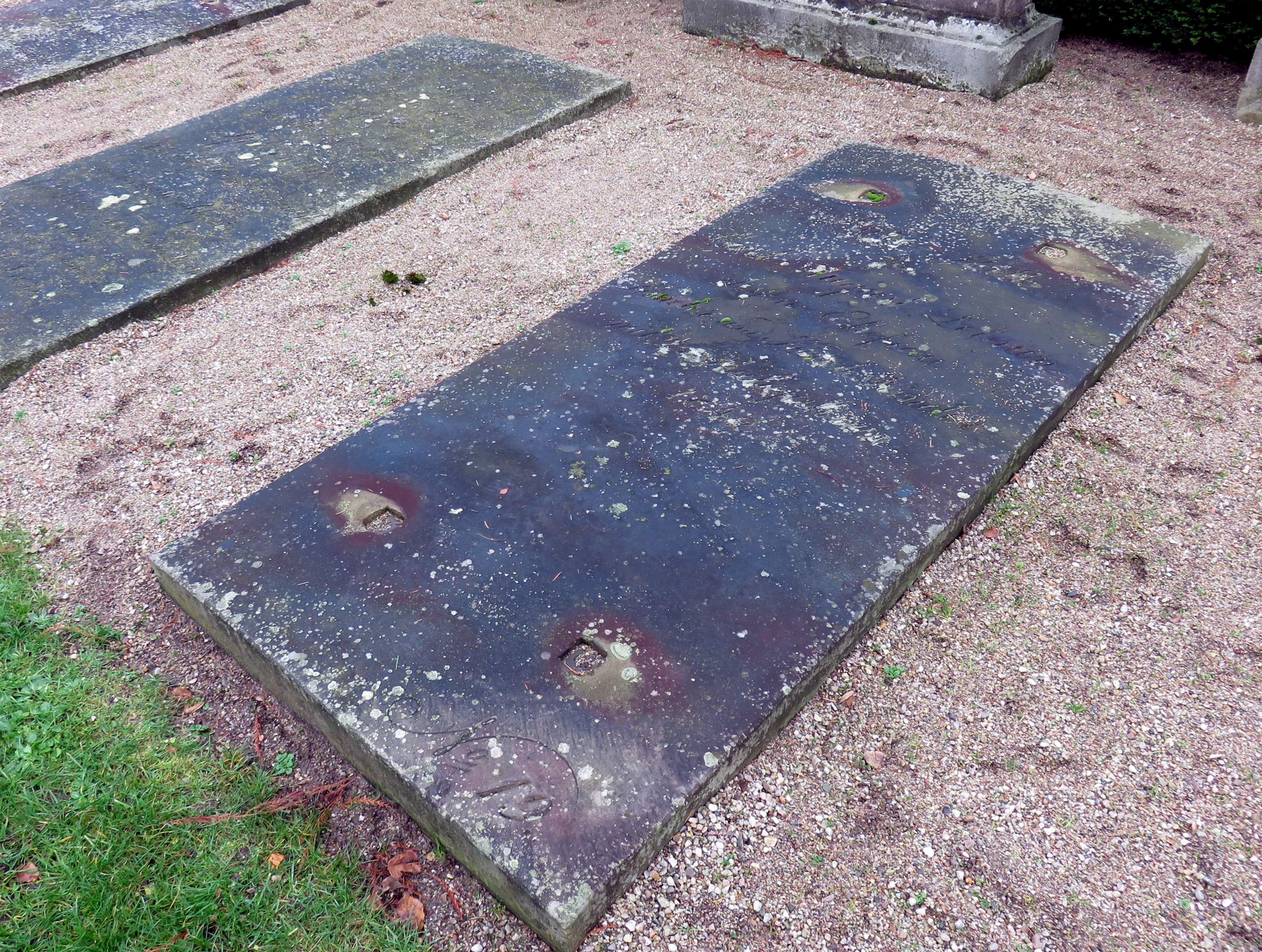
Grabplatte Lebrun, Grabmal–Freilichtmuseum Heckengarten

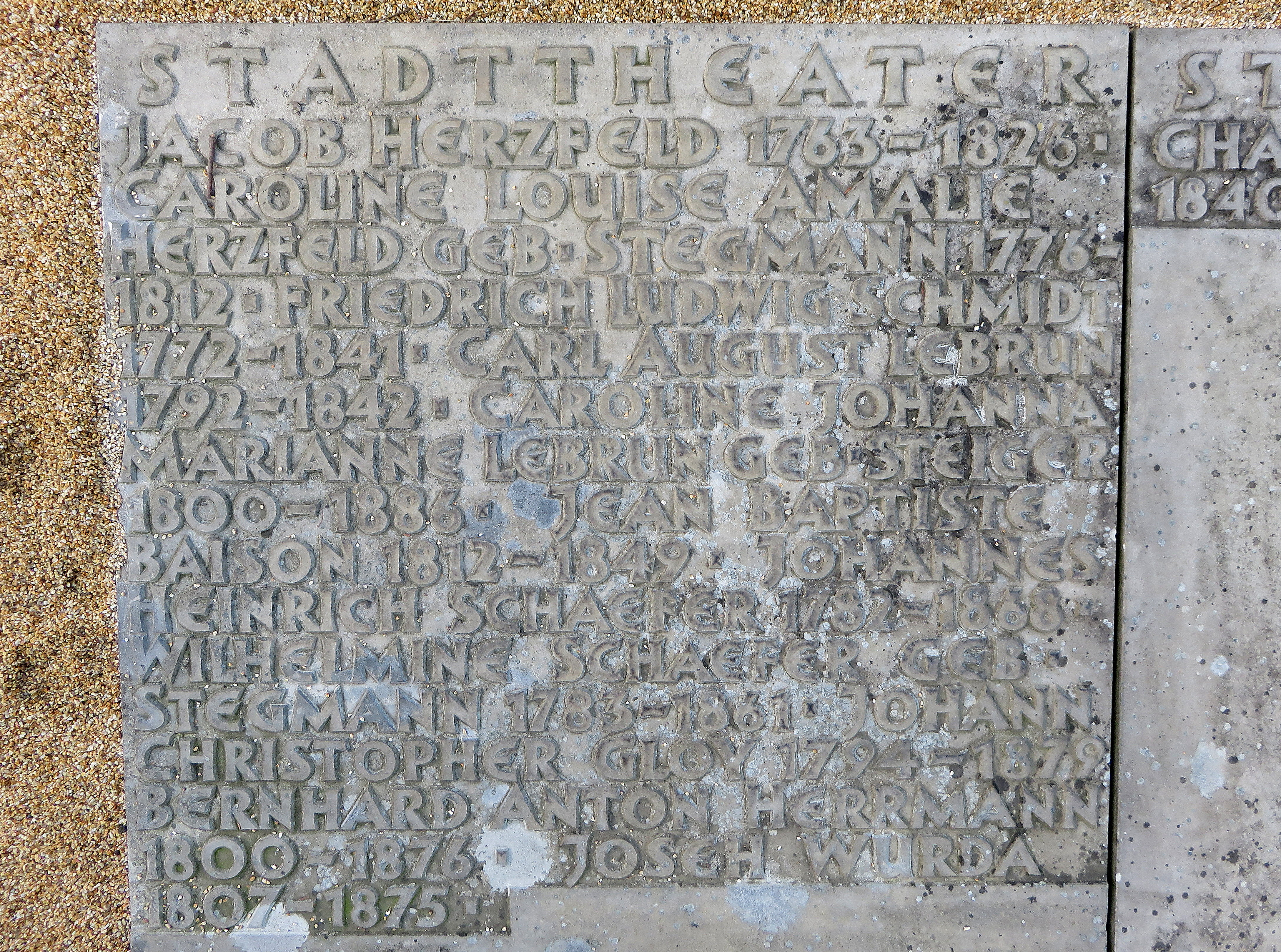
„Karl August Lebrun“, Sammelgrabmal Stadttheater, Friedhof Ohlsdorf

In Memel konnte Lebrun sich erfolgreich als Schauspieler und als Schriftsteller platzieren. Daran schlossen sich Gastspiele in
Tilsit, Libau und Mitau an. 1812 holte ihn Franz Ignaz von Holbein an das Theater Würzburg. Dort blieb er bis 1815 und ging dann für zwei Jahre an das Stadttheater von Mainz. 1817 holte man ihn nach Hamburg an das Apollo-Theater. Dort konnte er schon bald mit seinem Können den Star Jakob Herzfeld überflügeln. Dieser sah schon bald Lebrun als seinen Nachfolger und erkannte dies neidlos an. 1818 wechselte Lebrun vom Apollo-Theater an das Hamburger Stadttheater.
1822 heirateten Karl August Lebrun und die Schauspielerin Caroline Steiger in Hamburg. Der Ehe entstammten die Töchter Louise (* 1822), Antonie (* 1823) und Julinka (* 1825), die ebenfalls Schauspielerinnen wurden.
Ende 1826 – nach dem Tod von Jakob Herzfeld – bot die Stadt Hamburg Lebrun zusammen mit Friedrich Ludwig Schmidt die Leitung des Neuen Theaters Hamburg an. Lebrun lehnte daraufhin eine Verpflichtung an das Hoftheater in Wien ab und fungiert mit Wirkung vom 1. April 1827 als Direktor des Hamburger Stadttheaters. Dieses Amt hatte er zusammen mit F. L. Schmidt bis Ende März 1837 inne.
Dann legte Karl August Lebrun alle Ämter und Verpflichtungen nieder und zog sich ins Privatleben zurück. Er war bis an sein Lebensende nur noch schriftstellerisch tätig. Nach der Genesung von einer Krankheit konnte er seine Tochter Antonie zu ihrem Engagement am Deutschen Theater in Riga begleiten. Während dieser Reise erlitt er einen Rückfall mit Lähmungserscheinungen an beiden Beinen.
Im Grabmal-Freilichtmuseum Heckengarten auf dem Ohlsdorfer Friedhof befindet sich die Original–Grabplatte für „Carl August Lebrün / dessen Ehefrau / Kinder und Kindeskinder / mit 25 Ruhejahren / 1842“.
An „Carl August Lebrun 1792–1842“ und „Caroline Johanna Marianne Lebrun geb. Steiger 1800–1883“ wird darüber hinaus im Althamburgischen Gedächtnisfriedhof des Ohlsdorfer Friedhofs auf der linken Hälfte der Doppel–Sammelgrabplatte Stadt-Theater erinnert (unmittelbar links neben der Sammelgrabplatte Thalia–Theater gelegen).

## Werke (Auswahl)
Autor
- Nummer 777.
- Die Drillinge.
- Ich irre mich nie.
- Der Weiberfeind.
- Geschichte des hamburgischen Stadttheaters (blieb unvollendet; es erschien nur der 1. Bd.).

Bearbeiter
Meistenteils waren es französische Theaterstücke von Baudouin d’Aubigny, Louis-Benoît Picard und Eugène Scribe, die er bearbeitete, damit sie den Erfordernissen der deutschen Bühne und des deutschen Publikums entsprachen. Man verglich ihn deswegen auch mit August von Kotzebue.
Herausgeber
- Almanach dramatischer Spiele zur geselligen Unterhaltung auf dem Lande (1827–1834)

## Rollen (Auswahl)
Lebrun gehörte zu den markanten Darstellern der alten klassischen Schule; er leistete besonders in fein-komischen Charakterrollen Ausgezeichnetes, zum Beispiel als
- Page in Pagenstreiche (August von Kotzebue)
- Hanswurst in Simon Lämmchen (Karl August Lebrun)
- Felix Wahr in Der leichtsinnige Lügner (Friedrich Ludwig Schmidt).